# Алексеевская исправительная колония № 25
Алексеевская исправительная колония № 25 — исправительная колония управления Государственного департамента Украины по вопросам исполнения наказаний, расположенная в Харькове.

## История колонии
Алексеевская исправительная колония была основана на основании приказа УВД Харьковского облисполкома № 007 от 30.01. 1957, согласно приказу МВД СССР от 14.06.1951 № 00361 и МВД СССР от 22.01.1957 года.
Первоначально территориально она находилась в посёлке Пятихатки в пригороде Харькова. В 1958 году колония перебазировалась из Пятихаток на Алексеевку. Этот исторический район сейчас является одним из крупнейших жилых массивов города Харькова.
С 1959 года на территории колонии было начато строительство жилых корпусов для осужденных. Позднее с 1960 года осуществлялось строительство производственных корпусов. С середины 1960-х годов колония начала поставлять детали для тракторов Т-150 на завода ХТЗ, латформы и кузова для тракторов Т-16 и электроприборы для Завода тракторных самоходных шасси, осуществлялось укомплектование колёс для Харьковского велозавода, изготавливались детали бытовых пылесосов для Завода электромашиностроения, изготавливались статоры и приставки для насосов для Электромеханического завода, кольца-подшипники сельскохозяйственных машин для Харьковского подшипникового завода, расширилось производство деталей для завода ФЭД.
В 1971 году колонии было присвоено почетное звание «Колония высокопроизводительного труда и примерного поведения». Колония неоднократно занимала первое место в соревнованиях, награждалась переходящим знаменем МВД УССР.
В начале 1990-х годов, после распада СССР, когда начались разрушаться хозяйственные связи, колония перешла на изготовление товаров собственного производства, благодаря чему был сохранен производственный потенциал предприятия. 
Сейчас колония производит прицепы к легковым автомобилям различных модификаций с законченным технологическим циклом (70% общего объема производства), мебель и столярные изделия, изделия из металла, строительные материалы, хозяйственный инвентарь и товары народного потребления. На производственных мощностях предприятия ежегодно производится товарной продукции на сумму более 17 млн. грн.
В 2010 году Алексеевская исправительная колония №25 заняла первое место во всеукраинском конкурсе среди исправительных учреждений на лучшее содержание комнат длительных свиданий.